# Tender (Blur)
Tender is een nummer van de Britse alternatieve rockband Blur uit 1999. Het is de eerste single van hun derde studioalbum 13.

## Achtergrondinformatie
De tekst van "Tender", geschreven door Damon Albarn en Graham Coxon, beschrijft de breuk tussen Albarn en Justine Frischmann, destijds de leadzangeres van de Britpopband Elastica. Frischmann vertelde aan de Britse krant The Observer dat ze huilde toen ze het lied voor het eerst hoorde, zich daarna beschaamd en boos voelde en later weer kalmeerde. De tekst gaat over de ellende en beproevingen die komen kijken bij een breuk, en over proberen om daar overheen te komen. Albarn en Coxon zingen het nummer samen, met achtergrondzang van het London Community Gospel Choir.
"Tender" werd een grote hit op de Britse Eilanden en bereikte de 2e positie in het Verenigd Koninkrijk. In het Nederlandse taalgebied had de plaat minder succes. De Nederlandse Top 40 of Tipparade werden niet gehaald; wel bereikte het de 90e positie in de Nederlandse Single Top 100. In Vlaanderen kwam het nummer tot de 15e positie in de Tipparade.

## Tracklijst
- CD1

1. "Tender"
2. "All We Want"
3. "Mellow Jam"

- CD2

1. "Tender"
2. "French Song"
3. "Song 2"
4. "Song 2" (video)